# Skuderløse
Skuderløse – miasto w Danii, w regionie Zelandia, w gminie Faxe.